# Weiding in Schwarzach
Weiding in Schwarzach ist eine Gemarkung im ADBV-Amtsbezirk Nabburg
Die Gemarkung mit der Nummer 4879 hat eine Fläche von etwa 635 Hektar und liegt vollständig im Gemeindegebiet von Schwarzach bei Nabburg im Landkreis Schwandorf. Ihre benachbarten Gemarkungen sind Altfalter, Unterauerbach, Kemnath b.Fuhrn, Sonnenried und Pretzabruck. Die Gemarkung bildet die Südspitze des Gemeindegebiets von Schwarzach b.Nabburg. Auf ihr liegen die Gemeindeteile Dietstätt, Richt, Sattelhof, Sindelsberg und Weiding.